# Brauck
Brauck ist der südlichste Stadtteil von Gladbeck und grenzt an den Gelsenkirchener Stadtteil Horst, an Bottrop-Boy und den Essener Stadtteil Karnap. Er besteht aus den Bezirken Brauck und Rosenhügel.
Der Stadtteil Brauck ist auch heute noch vom Bergbau geprägt. Es existieren mehrere Bergehalden, auf denen heute noch Schüttung erfolgt. Die ursprünglich im Stadtteil angesiedelten Zechen sind stillgelegt. Auf dem Betriebsgelände der Zeche Graf Moltke 3/4, an der Helmutstraße direkt neben der Autobahn, wurde mit Förderung der EU ein Gewerbepark errichtet.
Die Siedlungs- und Zechenhäuser wurden 2003/2004 an die Mieter verkauft, welche sie in liebevoller Eigenleistung in Anlehnung an den Denkmalschutz der Stadt Gladbeck zu einem der familien- und kinderfreundlichsten Stadtteil der Stadt gemacht haben.
Zum Beispiel hat kein anderer Stadtteil im Schnitt so viel Gartenanteil wie in Brauck.
Des Weiteren ist der Süden Gladbecks vor allem für seinen hohen Ausländeranteil bekannt. Neue Grundschulklassen zählen bis zu 90 % Schüler mit Migrationshintergrund, Tendenz steigend. Ursachen hierfür liegen in erster Linie in der Ansiedlung aller (vor allem türkischer) Gastarbeiter in den 1950er Jahren in sogenannten Zechensiedlungen, die, teils renoviert, noch heute existieren.

## Verkehr
Die VRR-Buslinien SB36, 252, 253, 258 und 259 durchqueren Brauck.
| Linie | Verlauf | Takt (Mo–Fr) | Betreiber            |
| ----- | --- | ------------ | -------------------- |
| SB36  | Gelsenkirchen Hbf – Musiktheater – Schloß Horst – Gelsenkirchen-Horst, Buerer Str. – Gladbeck-Rosenhügel Hunsrückstr. – Brauck – Butendorf – Gladbeck Oberhof – Gladbeck Goetheplatz – Gladbeck West Bf – Rentfort – Bottrop-Kirchhellen (abends sowie sonn- und feiertags nur zwischen Schloß Horst und Bottrop-Kirchhellen) | 20 min       | Bogestra / Vestische |
| 252   | Gladbeck-Zweckel, Hartmannschule – Zweckel Markt – Gladbeck Goetheplatz – Gladbeck Oberhof – Butendorf – Brauck – Rosenhügel – Gelsenkirchen-Horst, Buerer Str. | 30 min       | Vestische            |
| 253   | Gelsenkirchen-Horst, Buerer Str. – Schloß Horst – Brauck – Butendorf – Gladbeck Marktplatz – Gladbeck Oberhof – Gladbeck Goetheplatz – Gladbeck West Bf – Rentfort Am Park – Tunnelstr. – Zweckel Markt − Zweckel Mitte/Bf Ab Zweckel Mitte/Bf weiter als Linie 254 in Richtung Gladbeck Oberhof                              | 30 min       | Vestische            |
| 258   | Rentfort Margaretenstr. – Rentfort Markt – Gladbeck West Bf – Gladbeck Goetheplatz – Gladbeck Oberhof – Butendorf – Brauck – Rosenhügel Hunsrückstr. – Schloß Horst – Gelsenkirchen-Horst, Buerer Str. | 20 min       | Vestische            |
| 259   | Bottrop ZOB Berliner Platz – Bottrop-Eigen – Ellinghorst – Gladbeck Goetheplatz – Gladbeck Oberhof – Butendorf – Brauck – Rosenhügel – Gelsenkirchen-Horst, Buerer Str. | 20 min       | Vestische            |